# Norges flag
Det norske flag indeholder et mørkeblåt kors med hvide kanter på rød bund.
Korset har midten forskudt mod stangen.
De præcise farveangivelser for det norske flag findes i Pantone-systemet. Den røde del af flaget skal have farven PMS 200, den blå skal have PMS 281. De tilsvarende RGB-værdier er 186,12,47 og 0,32,91. Hex-værdierne er #BA0C2F og #00205B.
Koffardiflaget har forholdet 11:8 og statsflaget har forholdet 27:16. De skal have disse proportioner:
| Koffardi- og nationalflag |  | Stats- og orlogsflag |

## Historie
Norge brugte fra og med 1600-tallet det danske flag på grund af unionen med Danmark. Det selvstændige Norge indførte i 1814 det danske flag med løven fra det norske rigsvåben i øverste hjørne ind mod stangen. Dette var i brug til 1821. Et fælles unionsflag for Sverige og Norge blev indført i 1815 – det svenske flag med et hvidt kryds på rød bund i øverste hjørne ind mod stangen. Unionsflaget blev brugt som stats- og orlogsflag og som koffardiflag i fjerne farvande.
I 1821 tegnede stortingsmand Fredrik Meltzer det norske flag som vi kender det i dag. Til minde om den netop afsluttede union med Danmark og den daværende union med Sverige tog Meltzer elementer fra begge disse landes flag; Danmarks røde og hvide korsflag med et indlagt kors i Sveriges blå farve. Kombinationen rødt–hvidt–blåt refererede desuden til flere demokratiske staters flag.
I 1844 blev et unionsmærke indført i øverste hjørne ind mod stangen både i det svenske og det norske flag. Det var en blanding af de norske og svenske flagfarver. Unionsmærket var kendt blandt folk under navnet "Sildesalaten". I begyndelsen var unionsflaget meget populært i Norge, fordi det markerede ligestilling mellem de to stater i personalunion.
| Unionsflaget 1844-1899 |  | "Sildesalaten" |

Den øgende modstand mod unionen førte til, at Stortinget i 1898 vedtog at fjerne unionsmærket fra handelsflaget og statsflaget med virkning fra 1. januar 1899. Unionsmærket blev beholdt i orlogsflaget til unionsopløsningen i 1905. Det rene norske orlogsflag uden unionsmærke kom i brug 9. juni 1905, lige efter at unionen med Sverige blev afsluttet. Sverige beholdt unionsmærket til 1. november 1905.

## Billedgalleri
- Norges flag i perioden 1814-21 efter bruddet med Danmark i 1814.
- Christian Krohgs maleri af 17. maj 1893 viser et norsk flag uden "sildesalaten".
- Postkort med flag fra folkeafstemningen om unionsopløsningen 1905
- Flagborg i et 17. maj-optog.
- Et norsk flag hejses på en officiel flagdag i Norge eller for at markere en privat begivenhed.
- Et norsk orlogsflag hejst på Fredriksten.